# Grup de tasques

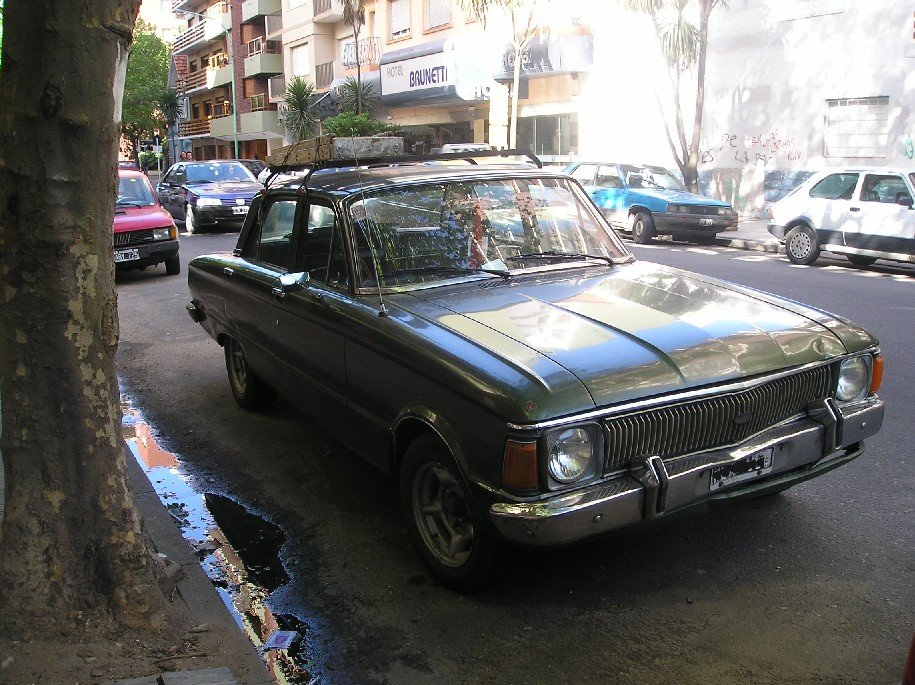
El Falcon verd, usat habitualment en els segrests, es va convertir en un símbol dels Grups de tasques

Dins de l'argot de l'autodenominat Procés de Reorganització Nacional (la dictadura militar que va governar de facto l'Argentina des del cop d'Estat de 1976 fins a la reinstauració de la democràcia el 1983) i en el marc del terrorisme d'Estat, els grups de tasques o GT (en castellà, grupos de tareas), també anomenats vulgarment «patotas» eren aquells grups, conformats per membres de les diverses Forces Armades, dels cossos de seguretat de l'Estat i paramilitars, que tenien per funció el segrest, tortura, assassinat i desaparició dels «objectius» assenyalats per la dictadura (opositors polítics, guerrillers, intel·lectuals, dirigents gremials, docents, estudiants, familiars i amics de tots aquests, etc.), a més de la gestió dels diferents centres clandestins de detenció (ccd).
Els grups de tasques estaven formats tant per personal estable com rotatiu, incloent personal militar de totes les graduacions. Exemple d'això és que fins i tot Emilio Massera, cap de l'Armada Argentina, va formar part d'un, participant activament en la tortura de desapareguts.
Els GT depenien directament de les forces en les quals tenien la seva seu, i aquesta no era necessàriament el lloc on exercien.
Els integrants dels grups de tasques, a més de la responsabilitat sobre els segrests, violacions i tortures dels detinguts, tenien la prerrogativa sobre les propietats d'aquests, podent apropiar tant dels seus béns mobles com immobles, en qualitat de «botí de guerra».

## Modus operandi
| « | ... conegut un «objectiu» o «blanc» (element subversiu) o sospitós de tal, se'l detenia, se'l portava a un lloc d'interrogatori i se li donava «màquina» (tortura amb picana) extraient informació d'altres sospitosos, als quals es procedia a detenir així, fins a tenir tot un «mosaic» o cadena de persones. En alguns casos, aquesta cadena es tallava quan algun detingut es «quedava» (moria) a la tortura. Recentment llavors amb un grup de persones investigades o un cert cúmul d'informació s'elevava a la Superioritat, tant a la Prefectura de Policia com a la Direcció de l'Àrea Militar. Aquesta informació anava codificada i partia des del mateix GRUP DE TASQUES. A les Comissaries es feia un «informe reservat» (on es posava la veritat del procediment) i una acta 20840, on es bolcaven les dades que servien per a la cobertura de «legalitat» com per exemple en els casos de detinguts als quals es «tallava» (matava) fent constar que havien mort en un enfrontament. | » |
| — Nunca Más, Lligall n. ;7316 (declaracions d'un Oficial de la Policia de la Provincía de Buenos Aires). | |   |

Per garantir la impunitat i la no intervenció de forces de seguretat «legals», demanaven el permís denominat «zona alliberada».

## AlgunsGT
- GT1 (dependent de l'Exèrcit Argentí; seu a la CENTRAL DE REUNIÓN del Batalló d'intel·ligencia 601 de l'Exèrcit (Callao i Viamonte, Capital Federal).
- GT2 (ídem)
- GT3 (dependent del Servei d'Intel·ligència Naval (SIN) de l'Armada Argentina).
- GT4 (dependent del Servei d'Intel·ligència Aérea (SIA) de la Força Aèria Argentina).
- GT5 (dependent de la Secretaria d'Intel·ligència (SIDE)).